# انجمن نجیب‌زادگان عجیب (فیلم)
انجمن نجیب‌زادگان عجیب (به انگلیسی: The League of Extraordinary Gentlemen) فیلمی محصول سال ۲۰۰۳ به کارگردانی استیون نورینگتون است. در این فیلم بازیگرانی همچون شان کانری، نصیرالدین شاه، پیتا ویلسون، تونی کورران، استوارت توانسند، شین وست، جیسون فلمینگ، ریچارد روکسبرگ، دیوید همینگز و مکس رایان ایفای نقش کرده‌اند.
این آخرین نقش‌آفرینی شان کانری در یک فیلم زندهٔ سینمایی بود، پیش از بازنشستگی‌اش در سال ۲۰۰۶ و درگذشتش در سال ۲۰۲۰.
همچون منبع اصلی خود در قالب کتاب مصور، این فیلم نیز دارای مضامین برجستهٔ تقلیدنمایی و تقاطع شخصیت‌های داستانی است و وقایع آن در اواخر قرن نوزدهم می‌گذرد. فیلم مجموعه‌ای از شخصیت‌های خیالی ادبی مناسب آن دوره را گرد هم آورده که مانند ابرقهرمان‌های دوران عصر ویکتوریا عمل می‌کنند. آثار ژول ورن، اچ. جی. ولز، برام استوکر، آرتور کانن دویل، اچ. رایدر هگرد، ایان فلمینگ، هرمان ملویل، اسکار وایلد، رابرت لوئیس استیونسون، ادگار آلن پو، گاستون لرو و مارک تواین الهام‌بخش داستان بوده‌اند، گرچه همگی برای فیلم اقتباس شده‌اند.
این فیلم به‌طور کلی نقدهای نامطلوبی دریافت کرد، اما از نظر مالی موفق بود و در گیشهٔ جهانی بیش از ۱۷۹ میلیون دلار فروش داشت، به‌علاوه ۴۸٫۶ میلیون دلار درآمد حاصل از اجاره و ۳۶٫۴ میلیون دلار فروش دی‌وی‌دی (تا سال ۲۰۰۳)، در حالی که بودجهٔ ساخت آن ۷۸ میلیون دلار بود.

## خلاصه داستان
در سال ۱۸۹۹، گروهی تروریستی به رهبری «فانتوم» نقشه‌های لئوناردو دا وینچی دربارهٔ پی‌ریزی شهر ونیز را از بانک انگلستان می‌دزدد، دانشمندان آلمانی را می‌رباید و کارخانه‌ای از کشتی‌های هوایی را در برلین نابود می‌کند. با تهدید آغاز جنگ جهانی میان امپراتوری بریتانیا و امپراتوری آلمان، نماینده‌ای بریتانیایی به نام سندرسون رید به مستعمره کنیا می‌رود تا ماجراجو و شکارچی بازنشسته آلن کواترمین را جذب کند. کواترمین ابتدا امتناع می‌کند تا اینکه قاتلان قصد ترورش را می‌کنند. پس از شکست آن‌ها، می‌پذیرد. در لندن، کواترمین با رئیس رید، "ام"، دیدار می‌کند. او توضیح می‌دهد که فانتوم قصد دارد از جنگ جهانی سود ببرد و می‌خواهد در کنفرانسی در ونیز در سه روز آینده به رهبران جهان حمله کند. برای جلوگیری از این ماجرا، ام لیگ آقایان فوق‌العاده را تشکیل می‌دهد و کواترمین، کاپیتان نمو، خون‌آشام دانشمند مینا هارکر و دزد نامرئی رادنی اسکینر را به خدمت می‌گیرد.
اعضای لیگ به اسکله‌های لندن می‌روند تا دوریان گری، معشوق پیشین مینا که به‌واسطهٔ پرترهٔ نفرین‌شده‌اش نامیراست، را جذب کنند. فانتوم و قاتلانش به آن‌ها حمله می‌کنند اما مأمور سرویس مخفی آمریکا تام سایر مداخله کرده و به دفع حمله کمک می‌کند. سپس سایر افشا می‌کند که از سوی ایالات متحده برای پیوستن به تلاش برای توقف فانتوم فرستاده شده‌است. پس از پیوستن او و گری، آن‌ها ادوارد هاید را در پاریس عصر شکوفایی دستگیر می‌کنند. هاید دوباره به چهرهٔ دیگر خود یعنی دکتر هنری جکیل بازمی‌گردد و پس از دریافت پیشنهاد عفو، به لیگ می‌پیوندد. هنگام سفر به ونیز با زیردریایی نمو، ناتیلوس، جکیل در کنترل هاید دچار مشکل می‌شود و دیگر اعضا متوجه بقایای پودر آتش‌زای یک دوربین در سکان‌خانه و سرقت شیشه‌ای از محلول دگرگونی جکیل می‌شوند و به وجود یک نفوذی مشکوک می‌شوند. ظن آن‌ها به اسکینر می‌رود، اما او ناپدید شده‌است.
ناتیلوس به ونیز می‌رسد، جایی که چند بمب پنهان منفجر شده و موجب فروپاشی شهر می‌شود. سایر با استفاده از یکی از خودروهای نمو، به او علامت می‌دهد تا موشکی به ساختمانی کلیدی شلیک کند و تخریب را متوقف کند، در حالی که کواترمین با فانتوم روبه‌رو می‌شود و او را، که در واقع ام است، بی‌نقاب می‌کند؛ اما وی دوباره می‌گریزد. دوریان، کمک‌فرماندهٔ نمو، اشمل را می‌کشد و کپسول اکتشافی ناتیلوس را می‌دزدد، اما اشمل پیش از مرگ خیانت او را به لیگ هشدار می‌دهد. اعضای لیگ با دنبال کردن دوریان، یک گرامافون می‌یابند که دوریان در آن افشا کرده ام، با دزدیدن پرترهٔ او، از او برای به دام انداختن هاید، گرفتن نمونهٔ پوستی از اسکینر، خون مینا، فرمول جکیل و تصاویر علمی نمو استفاده کرده تا بتواند لیگ را فریب دهد. همچنین صدایی با فرکانس نامفهوم باعث فعال شدن چند بمب پنهان در ناتیلوس می‌شود. جکیل و هاید برای تخلیهٔ بخش‌های غرق‌شده با هم متحد می‌شوند و اسکینر مخفیانه برای لیگ پیام می‌فرستد که سوار کپسول اکتشافی شده است.
با کمک راهنمایی‌های اسکینر، لیگ به مغولستان شمالی می‌رسد و قلعهٔ کوهستانی ام را پیدا می‌کند. آن‌ها با اسکینر دیدار می‌کنند که می‌گوید خانواده‌های دانشمندان گروگان گرفته شده‌اند تا به اجبار، محصولات ام را به‌طور انبوه تولید کنند و او قصد دارد نمونه‌ها را به کشورهای رقیب بفروشد. اعضای لیگ جدا می‌شوند: نمو و هاید دانشمندان و خانواده‌هایشان را نجات می‌دهند، اسکینر بمب‌هایی را در قلعه کار می‌گذارد، مینا با نقاشی دوریان، او را می‌کشد و کواترمین و سایر سعی در دستگیری ام دارند، که کواترمین تشخیص می‌دهد پروفسور جیمز موریارتی است. نمو و هاید مأموریت خود را کامل می‌کنند، اما دستیار ام، دانته، که بیش‌ازحد از فرمول هاید مصرف کرده، بر آن‌ها غلبه می‌کند؛ تا اینکه بمب‌های اسکینر منفجر می‌شوند و دانته را می‌کشند، در حالی که آن دو می‌گریزند. کواترمین ام را گیر می‌اندازد، اما رید نامرئی سایر را گروگان می‌گیرد. کواترمین رید را می‌کشد، اما ام ضربه‌ای مرگبار به کواترمین وارد می‌کند و سپس سایر او را می‌کشد. کواترمین در حال مرگ برای سایر در قرن جدید آرزوی موفقیت می‌کند.
در حالی که اعضای لیگ کواترمین را در کنیا به خاک می‌سپارند، به یاد می‌آورند که یک پزشک جادوگر به او وعده داده بود که آفریقا هرگز نخواهد گذاشت بمیرد. پزشک جادوگر می‌رسد و آیینی برگزار می‌کند که طوفانی غیرطبیعی را بر فراز آرامگاه کواترمین فرا می‌خواند.